# Yves Guérin-Sérac
Yves Guérin-Sérac (nascido Yves Guillou; também conhecido como Jean-Robert de Guernadec ou Ralf; Plouzbere, 2 de dezembro de 1926 – Le Revest-les-Eaux, 9 de março de 2022) foi um ativista católico anticomunista francês, ex-oficial do exército da França e veterano da Primeira Guerra da Indochina (1945–54), da Guerra da Coreia (1950–53) e da Guerra da Independência da Argélia (1954–62). Também foi membro da tropa de elite 11ème Demi-Brigade Parachutiste du Choc, a qual trabalhou com a SDECE (agência de inteligência francesa), e foi membro-fundador do grupo terrorista de extrema-direita OAS (Organisation armée secrète), engajado na luta pela "Argélia Francesa". Foi identificado, nos anos de 1990, como um dos principais inspiradores da estratégia de tensão italiana e como o principal organizador do atentado da Piazza Fontana em 1969.